# Aspila fuscimacula
Aspila fuscimacula är en fjärilsart som beskrevs av Antonius Johannes Theodorus Janse 1917. Aspila fuscimacula ingår i släktet Aspila och familjen nattflyn. Inga underarter finns listade i Catalogue of Life.